# Grow Jogos e Brinquedos
Grow Jogos e Brinquedos S.A. ist ein Spiele-Verlag in Brasilien, der neben eigenen Entwicklungen unter anderem auch die Übersetzung und den Vertrieb zahlreicher nordamerikanischer und europäischer Spiele für den portugiesischen Sprachraum übernimmt.

## Allgemeines
Grow Jogos e Brinquedos S.A. wurde 1972 gegründet. Firmensitz ist in São Bernardo do Campo, São Paulo. Der größte Spiele-Hersteller Brasiliens fertigt  ca. 500.000 Spiele pro Jahr. Der Name setzt sich aus den Anfangsbuchstaben der Vornamen der Gründer Gerald, Roberto, Oded und Valdir zusammen, wobei aus dem 'V' von Valdir zur leichteren Aussprechbarkeit auf Portugiesisch ein 'W' wurde.
Die bekanntesten als Übersetzung veröffentlichten Spiele:
- Acquire
- Auf Achse
- Coloretto Angekündigt[2]
- Cosmic Encounter
- Die Siedler von Catan Angekündigt[3]
- Diplomacy
- Heimlich & Co
- Rummikub
- Interpol (Scotland Yard)
- Senha (Superhirn)
- Tactics
- Tabu
- Villa Paletti
- WAR (Risiko)

## Besonderheiten
Neben den Übersetzungen hat der Verlag einige Spiele auch selbständig weiterentwickelt oder erweitert. Hierzu zählen unter anderem die Spiele Interpol (Scotland Yard mit einer anderen Spielkarte), WAR II (wesentliche Regelerweiterung zu Risiko) und Tactics, das mit einer nur in Brasilien erschienenen Landkarte als Spielplan erhältlich war. Diese einzigartigen Erweiterungen von bekannten Klassikern, die nur in Brasilien hergestellt wurden, sind beliebte Sammlerstücke von Fans der Originale in anderen Ländern. So wurden die Spiele WAR II und Tactics (brasilianische Version) in kleinen Stückzahlen auch nach Deutschland importiert.